# Elizebeth Friedman

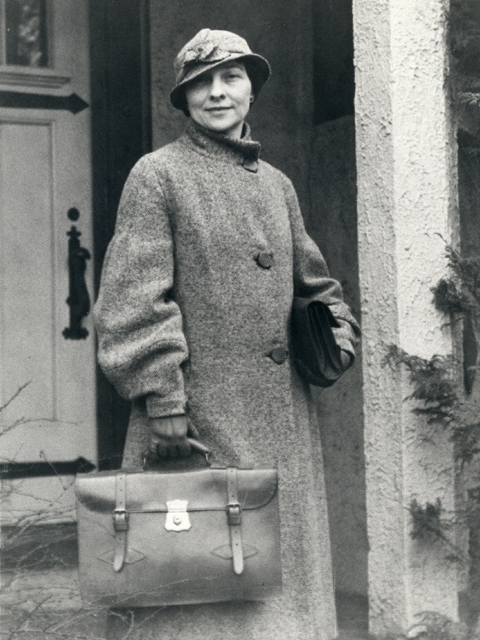
Elizebeth Friedman

Elizebeth Smith Friedman (* 26. August 1892 in Huntington, Indiana; † 31. Oktober 1980 in Plainfield, New Jersey) war eine US-amerikanische Kryptoanalytikerin.

## Leben

### Studium
Elizebeth Smith wurde im Jahr 1892 als jüngstes von neun Kindern ihrer Eltern John M. Smith, eines Bankiers und Politikers, der der Religionsgemeinschaft der Quäker angehörte, und Sopha Strock Smith, im US-Bundesstaat Indiana in der Stadt Huntington geboren. Den etwas ungewöhnlichen Vornamen Elizebeth, im Gegensatz zur üblichen Schreibweise Elizabeth, hatte ihr ihre Mutter mit Bedacht gegeben, um zu verhindern, dass ihre Tochter jemals Eliza genannt werden würde. Nachdem Elizebeth zunächst das College of Wooster in Ohio besucht hatte, erzielte sie ihren akademischen Abschluss in Anglistik auf dem Hillsdale College in Michigan. Ihr Interesse galt insbesondere der englischen Literatur, speziell den Werken Shakespeares. Darüber hinaus studierte diese vielseitige junge Frau auch Fremdsprachen, wie Latein, Griechisch und Deutsch.

### Riverbank-Labor

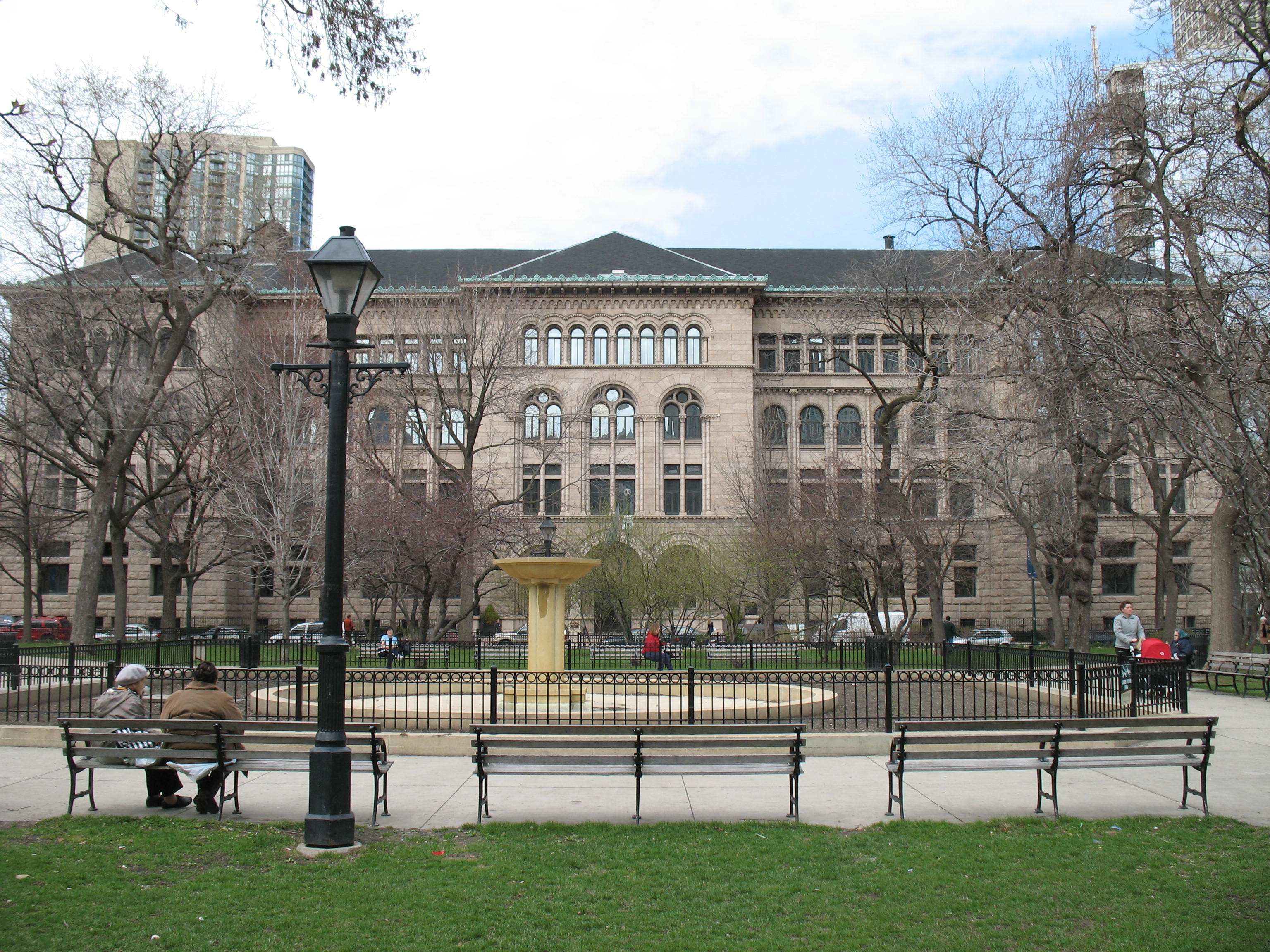
Die Newberry-Bibliothek in Chicago war Elizebeths erster Arbeitsplatz

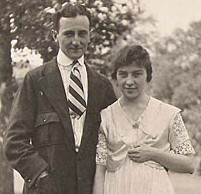
Das junge Paar im Mai 1917

Nachdem Miss Smith die Hochschule verlassen hatte, fand sie ihre erste Anstellung bei der Newberry Research Library, einer nicht zuletzt wegen eines Originals von Shakespeares Folio bekannten Bibliothek in Chicago. Von dort wurde sie im Jahr 1916 durch den reichen Textilkaufmann George Fabyan (1867–1936) abgeworben (siehe Foto unter Weblinks), der sie in die amerikanische Stadt Geneva holte, die nicht weit von Chicago ebenfalls in Illinois liegt, wo er eine private Forschungseinrichtung mit Namen Riverbank gegründet hatte. Durch Fabyan finanziert, wohnten und arbeiteten in seiner Denkfabrik (engl.: Think tank) ein gutes Dutzend Forscher, die sich mit höchst unterschiedlichen Themen aus den Bereichen der Natur- und Ingenieur-Wissenschaften sowie den Geisteswissenschaften befassten. Dazu gehörten Arbeitsgebiete wie Akustik, Chemie, Genetik, und – was damals neu war – die wissenschaftliche Beschäftigung mit der Kryptologie.
Elizebeth Smith bekam von Fabyan die Aufgabe gestellt, nach von ihm vermuteten verschlüsselten Geheimbotschaften in Shakespeares Werken zu suchen, um eine angenommene fremde Urheberschaft aufzuklären. Statt Shakespeare selbst, sollte nach Fabyan der Lordkanzler der britischen Königin Elisabeth I., Sir Francis Bacon, der mögliche Autor sein.
Bei der Aufbereitung der in Frage kommenden elisabethanischen Texte half ihr ein junger Kollege aus dem Genetiklabor namens William Friedman, kryptische Stellen der alten Dokumente zu vergrößern und zu untersuchen. Die beiden jungen Forscher harmonierten nicht nur beruflich besonders gut, sondern kamen sich auch privat näher und heirateten schließlich im Mai 1917. Aus Miss Smith wurde Mrs. Elizebeth Friedman.
Abgesehen von einer kriegsbedingten einjährigen Abwesenheit Williams, während der er amerikanische Offiziere in Kryptologie ausbildete, arbeitete das frisch vermählte Paar noch vier weitere Jahre in den Riverbank-Laboratorien. Nach einem Streit mit Fabyan  zogen sie im Jahr 1921 in die US-amerikanische Hauptstadt Washington, um dort für das US-Kriegsministerium als Kryptoanalytiker zu arbeiten.

### Zeit der Prohibition
Etwas später, während der Zeit der Prohibition, wechselte Elizebeth zur US-amerikanischen Küstenwache, zu deren Aufgaben es gehörte, den damals illegalen Alkoholschmuggel von Schiffen über See zu verhindern. Die Schmuggler verständigten sich mithilfe der damals neu aufgekommenen Funktechnik und verschlüsselten ihre Funksprüche, um ihre Kommunikation geheim zu halten. Dabei benutzten sie neben relativ einfachen  Substitutions- und Transpositionsverfahren auch kompliziertere Codes. Als Leiterin der United States Coast Guard Unit 387 (USCG Unit 387) gelang es Elizebeth Friedman, eine Vielzahl (mehr als 12.000) dieser Nachrichten zu entziffern, und so entscheidend zur Aufdeckung der illegalen Schmuggelaktionen sowie zur Verurteilung der Täter und sogar ganzer Schmuggelringe wie der Consolidated Exporters Company beizutragen.
Nach Abschaffung der Prohibition im Jahr 1933 arbeitete Elizebeth Friedman als Kryptoanalytikerin für das US-Schatzamt und trat mehrfach bei wichtigen Gerichtsprozessen als Sachverständige auf. Während der Zeit des Zweiten Weltkriegs wirkte sie als Code Girl für verschiedene kryptanalytische Dienste der Armee und der Marine der Vereinigten Staaten. Nach dem Zweiten Weltkrieg arbeitete sie auch als Beraterin für den Internationalen Währungsfonds (IWF), für den sie ein sicheres Kryptosystem auf der Basis des One Time Pad (Einmalschlüssel) entwickelte.

### Shakespeare-Analysen

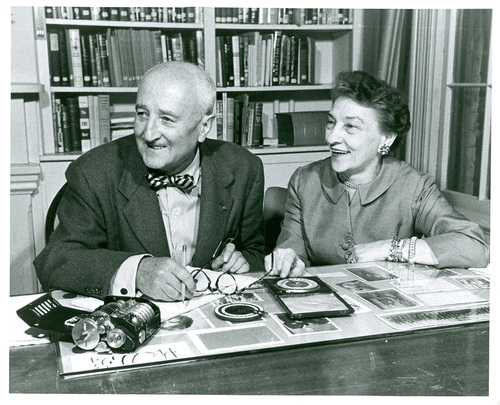
Das Ehepaar Friedman in seinem Haus (1956)

Im Jahr 1957 veröffentlichten William und Elizebeth Friedman zusammen das Buch The Shakespearian ciphers examined (deutsch: Untersuchung der Shakespeare-Chiffren). Im Widerspruch zum Titel, den der Verlag so gewünscht hatte, wiesen sie nach, dass es in Shakespeares Werk keine verschlüsselten Botschaften gibt, die auf eine fremde Urheberschaft hindeuten.
Nach dem Tod ihres Mannes William im Jahr 1969 zog sich Elizebeth Friedman nach einer mehr als 50-jährigen Laufbahn als Kryptologin ins Privatleben zurück. Sie sichtete und ordnete den reichhaltigen wissenschaftlichen Nachlass ihres Mannes. Diese vielleicht weltweit umfangreichste Privatsammlung kryptographischen Materials fand schließlich ihren Platz in der nach George C. Marshall, dem Urheber des Marshallplans, benannten Bibliothek der Stadt Lexington in Virginia.
Elizebeth Friedman gilt als eine der bedeutendsten Kryptoanalytikerinnen. Ein berühmter Ausspruch, der ihr zugeschrieben wird, ist: „Our office doesn’t make ’em, we only break ’em“ (deutsch: „Unser Büro macht s’e nicht, wir brechen s’e nur“). Sie starb 1980 im Alter von 88 Jahren.

## Postume Ehrungen

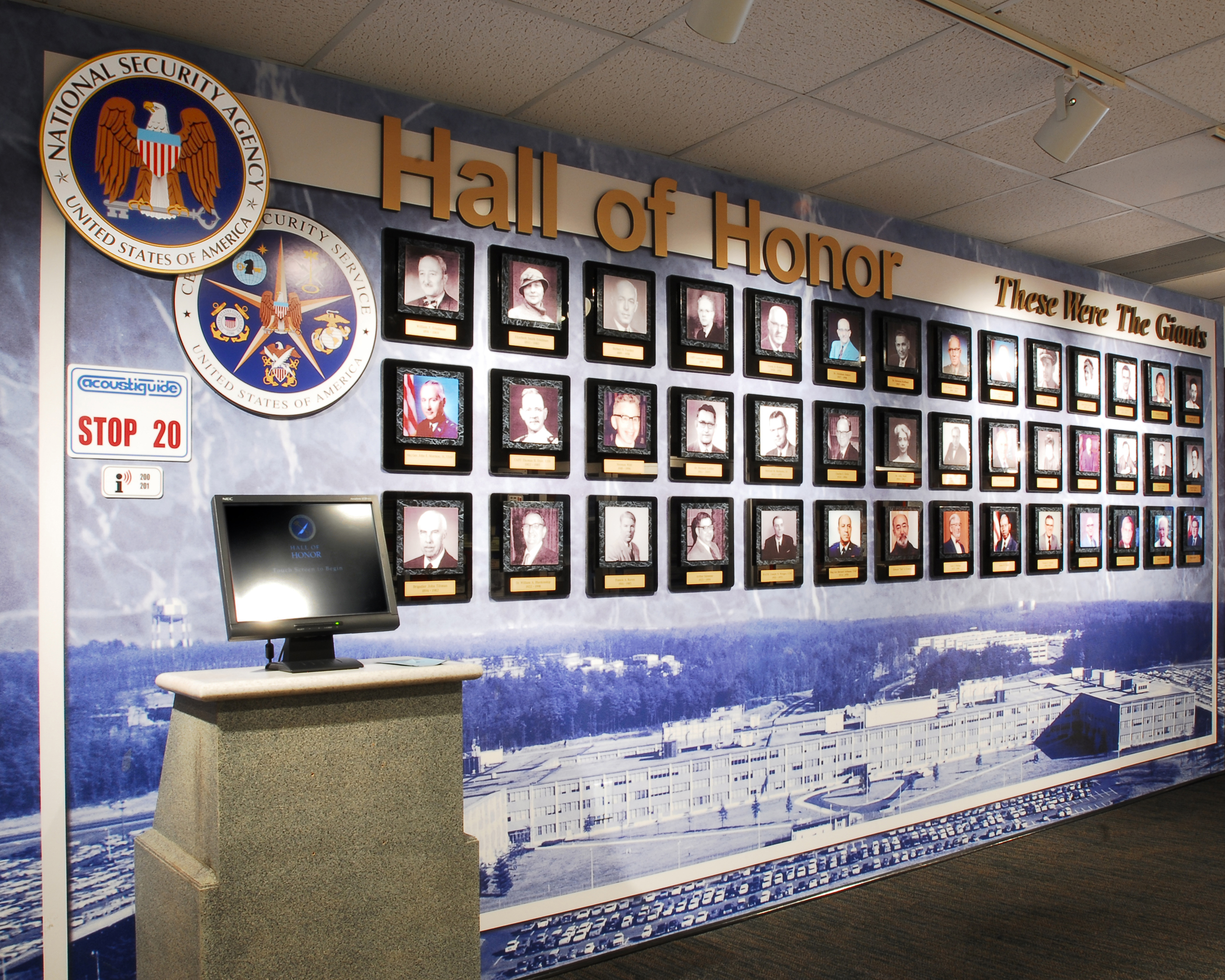
Elizebeth Friedman in der Bildergalerie der Hall of Honor (obere Reihe zweite von links neben ihrem Ehemann William)

Im Jahr 1999 wurde Elizebeth Friedman in die Hall of Honor (deutsch: Ehrenhalle) der National Security Agency (NSA) aufgenommen. Die Besonderheit dieser postumen Auszeichnung wird durch die Tatsache unterstrichen, dass sie als erste Frau in dieser Form geehrt wurde.
Im Jahr 2002, anlässlich der Feierlichkeiten zum 50-jährigen Bestehen der NSA, wurde das Gebäude OPS1 offiziell als das „William and Elizebeth Friedman Building“ benannt.

## Werke
- William Friedman und Elizebeth Friedman: The Shakespearian ciphers examined. Cambridge University Press, 1957.